# فرودگاه آبی بای-کوماو
فرودگاه آبی بای-کوماو (به انگلیسی: Baie-Comeau Water Aerodrome) یک فرودگاه همگانی است که یک باند فرود آب دارد. این فرودگاه در کشور کانادا قرار دارد و در ارتفاع ۳۸ متری از سطح دریا واقع شده‌است.